# Trnjaci (Ub)
Trnjaci (Ub) (em cirílico: Трњаци) é uma vila da Sérvia localizada no município de Ub, pertencente ao distrito de Kolubara, na região de Tamnava. A sua população era de 739 habitantes segundo o censo de 2011.

## Demografia
| 1948 | 1953 | 1961 | 1971 | 1981 | 1991 | 2002 | 2011 |
| ---- | ---- | ---- | ---- | ---- | ---- | ---- | ---- |
| 282  | 294  | 312  | 457  | 592  | 787  | 909  | 739  |